# Max Thompson (kombinator norweski)
Max Thompson (ur. 24 kwietnia 1984 w Prince Albert) – kanadyjski kombinator norweski, olimpijczyk. Dwukrotny uczestnik mistrzostw świata w narciarstwie klasycznym.
Thompson zadebiutował w zawodach międzynarodowych w lutym 2002 roku podczas zawodów Pucharu Świata B w Calgary, zajmując w nich 42. pozycję. Pierwsze punkty tego cyklu zdobył w grudniu tego samego roku w Steamboat Springs, gdzie w sprincie uplasował się na 30. miejscu. W latach 2003–2004 dwukrotnie startował w mistrzostwach świata juniorów. W 2003 roku w Sollefteå był 47. (gundersen) i 48. (sprint), a rok później w Strynie zajął 39. (gundersen) i 38. (sprint) pozycję. W grudniu 2004 roku zajął najwyższą pozycję w swoich międzynarodowych startach, zajmując w zawodach Pucharu Świata B w Steamboat Springs 11. pozycję. W lutym 2005 roku po raz pierwszy w karierze wystartował w mistrzostwach świata. W Oberstdorfie był 41. (gundersen) i 45. (sprint). Latem tego samego roku zadebiutował w cyklu Letniej Grand Prix w kombinacji norweskiej, startując w czterech konkursach (trzykrotnie zajął 47. pozycję). 22 stycznia 2006 roku w Harrachovie zadebiutował w Pucharze Świata, zajmując 30. pozycję i zdobywając swoje pierwsze i jedyne w karierze punkty tego cyklu. W tym samym roku wystąpił także podczas Zimowych Igrzysk Olimpijskich 2006. W konkursach olimpijskich zajął 44. (gundersen) i 46. (sprint) pozycję. W lutym 2007 roku po raz drugi i ostatni w karierze wziął udział w mistrzostwach świata, zajmując w Sapporo miejsce 41. (sprint) i 47. (gundersen). W lutym 2008 roku po raz ostatni wystąpił w zawodach międzynarodowych, zajmując w konkursie Pucharu Świata w Zakopanem 42. lokatę.
Thompson, mimo tego, iż reprezentował Kanadę, był zawodnikiem klubu TS Wisła Zakopane. Wielokrotnie startował także w mistrzostwach Polski w kombinacji norweskiej, zajmując nawet miejsca w czołowej "trójce", wobec braku polskiego obywatelstwa startował jednak poza konkurencją i w związku z tym nie otrzymywał medali mistrzostw Polski.